# Criptorquidia artificial
La criptorquidia artificial o la anticoncepción masculina térmica por sujeción testicular es un método anticonceptivo que requiere el uso de un dispositivo, sin accesorio de calentamiento eléctrico, que garantice el mantenimiento de los testículos en contacto con el calor corporal.

## Historia

### Termorregulación testicular
Desde 1941 hasta hoy en día, los estudios científicos han demostrado el efecto del calor sobre la fertilidad masculina.
Sin embargo, pasarán otros 21 años antes de que la primera publicación que informa sobre el efecto anticonceptivo del calor en humanos se publique en 1991.
Los testículos mantenidos en la bolsa fuera del cuerpo se quedan a una temperatura de alrededor de 35 °C, en lugar de 37 °C para el resto del cuerpo. Cualquier aumento de la temperatura puede reducir la espermatogénesis.

### Criptorquidia artificial

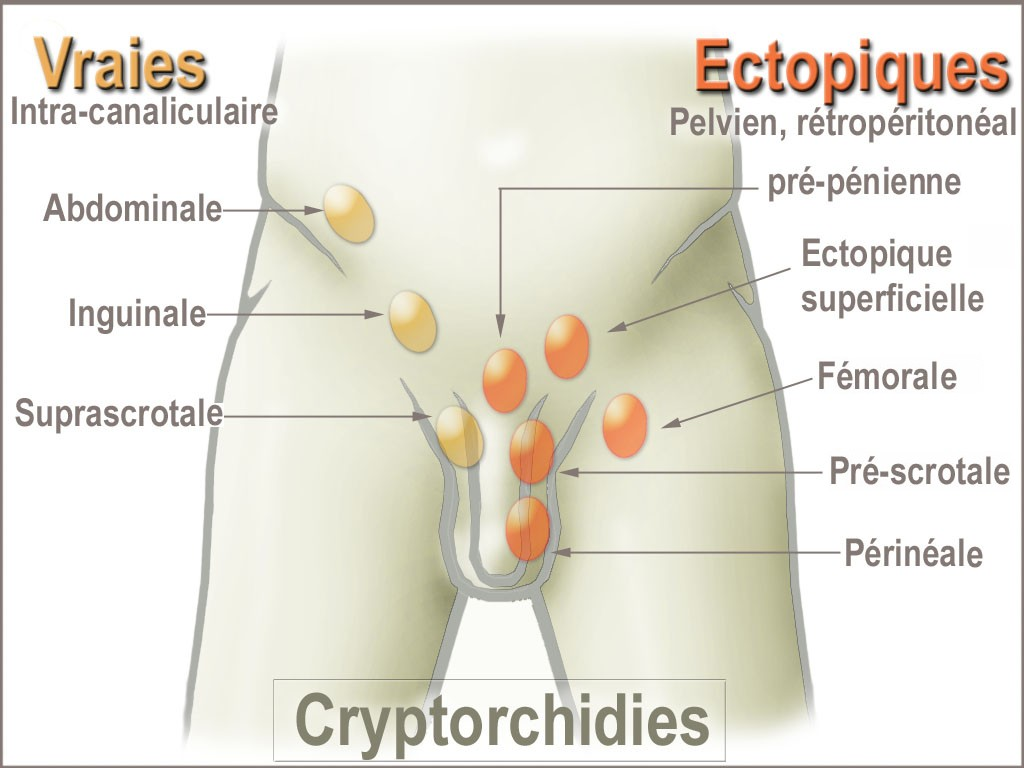
Las diferentes formas de criptorquidia

Se demostró que los antecedentes de problemas de descenso testicular como la criptorquidia o las prácticas profesionales que conducen a una temperatura escrotal elevada fueron factores comunes en ciertos hombres con infertilidad.
Fue a partir de 1985 que varios investigadores, incluidos los profesores de andrología franceses Mieusset y Soufir, decidieron realizar ensayos clínicos sobre la efectividad y la reversibilidad del uso de la temperatura corporal para alcanzar un estado anticonceptivo en los animales, luego en humanos usando un dispositivo que sostiene los testículos en la bolsa inguinal en la posición supraescrotal llamada criptorquidia artificial.
Hasta la fecha, se han realizado otros estudios en los Estados Unidos, Indonesia y Egipto sobre el uso de criptorquidia artificial utilizando un dispositivo de suspensión para practicar la anticoncepción masculina térmica.

## Principio general

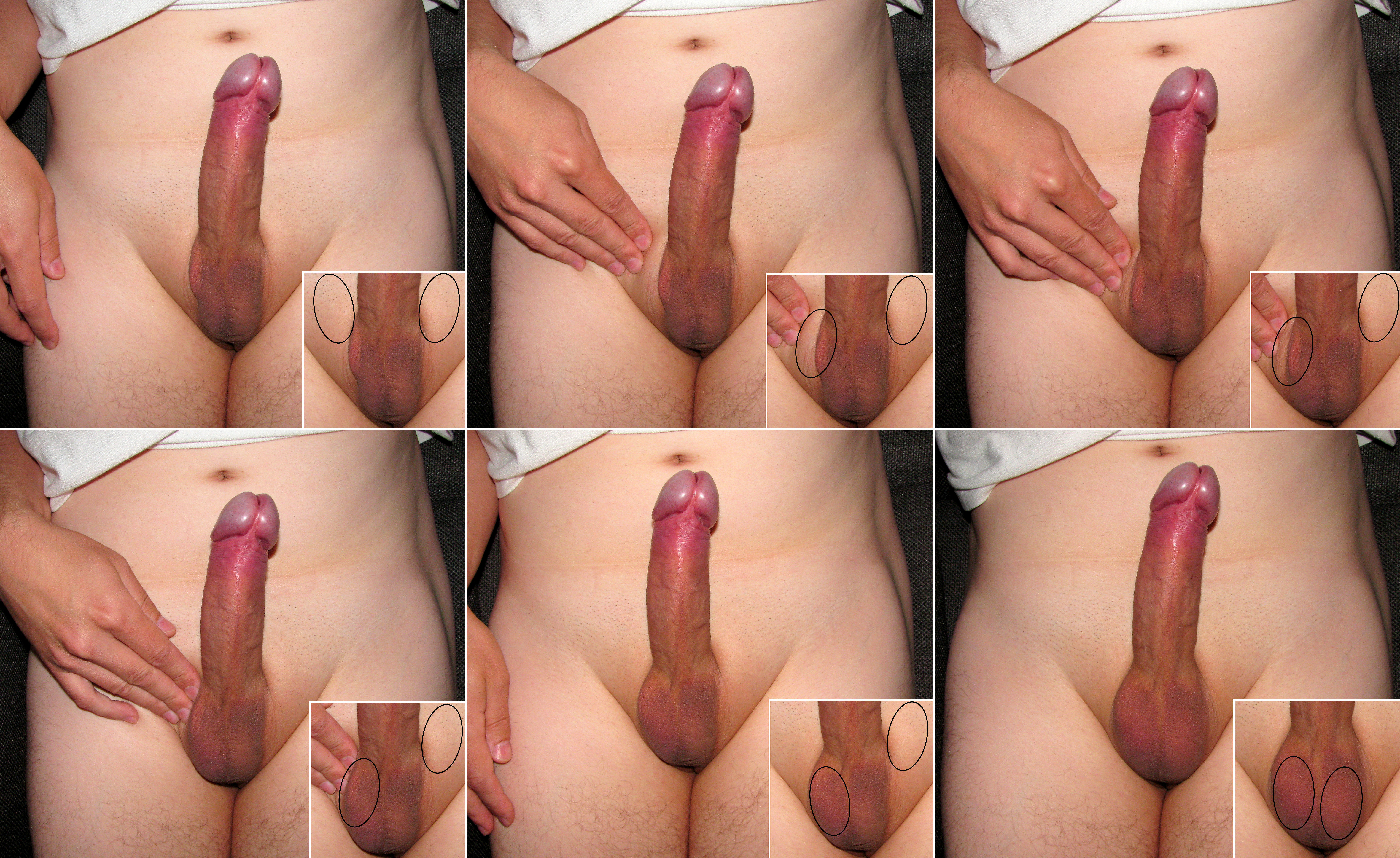
Ascenso testicular óptimo en la bolsa,inguinal para practicar la anticoncepción térmica masculina

La producción de espermatozoides depende de la temperatura.
A una temperatura de 35 °C, los testículos tienen una espermatogénesis normal del orden de 50 millones por mililitro de esperma. Esta es una de las razones por las que se encuentran en el escroto, lejos del calor corporal. Si los testículos se mantienen en la bolsa inguinal y, por lo tanto, se exponen a la temperatura corporal, en general a 37 °C, la producción de espermatozoides se ve fuertemente impactada y disminuye rápidamente. La reversibilidad de la espermatogénesis siendo importante, el mantenimiento de los testículos en la fase de calentamiento debe ser diario.

## En la práctica
Es necesario mantener los testículos en la bolsa inguinal diariamente durante aproximadamente quince horas al día. 
Es esta técnica la que se usó con mayor frecuencia durante los estudios científicos en Francia desde 1985 hasta 1995. 
No hay que realizar ningún balance biológico, pero se debe realizar un examen de esperma antes de empezar. Debe ser considerado normal de acuerdo con los estándares de la Organización Mundial de la Salud (OMS), es decir: 
- concentración de espermatozoides superior a 15 millones / ml,
- movilidad progresiva mayor de 32%,
- formas normales según la técnica utilizada

Después de dos o tres meses de exposición a la temperatura corporal, el número de espermatozoides cae por debajo de 1 millón de espermatozoides / mililitro por eyaculación. Es solo una vez que se alcanza este umbral que es posible tener relaciones sexuales sin riesgo de embarazo. Se debe usar otra forma de anticoncepción hasta que se alcance el umbral. 
Los espermiogramas se realizan regularmente para garantizar que la anticoncepción sea efectiva. 
Cuando se detiene el uso el dispositivo, se debe empezar de nuevo utilizando otra forma de anticoncepción hasta que los valores de los espermatozoides vuelvan a la normalidad, es decir, durante 6 a 9 meses. 
Por lo tanto, este método anticonceptivo está destinado a cooperar con la pareja. El carácter diferido de la detención y la recuperación de la espermatogénesis implica una doble anticoncepción temporal hasta alcanzar el umbral anticonceptivo.

## Ventajas
Quince ensayos clínicos durante más de 30 años, y diez estudios de aceptabilidad pasados o actuales. 
Actualmente hay 1 embarazo no deseado en más de 1331 ciclos de exposición en ensayos clínicos, 0 embarazo no deseado en al menos 960 ciclos de exposición en seguimiento médico fuera de ensayos clínicos, y resultados esperados para 2021 en 7200 ciclos de 'exposición. 

### Eficacia
Desde 2007, se ha definido el umbral de anticonceptivos masculinos. Ya sea para un método térmico u hormonal, es 1 millón de espermatozoides / mililitro por eyaculado.
Hoy en día, la criptorquidia artificial o la anticoncepción térmica masculina mediante ascenso testicular utilizando un dispositivo se han probado en suficientes voluntarios para establecer que la efectividad de la anticoncepción térmica masculina es satisfactoria. En efecto, de las 50 parejas seguidas durante 537 ciclos de embarazo, solo se encontró una después del uso inadecuado de la técnica. Por lo tanto, el índice de Pearl sería inferior a 0,5 y esta anticoncepción puede considerarse efectiva según los estándares de la OMS. 

### Reversibilidad
Cuando se detiene el protocolo de sujeción testicular, la concentración de espermatozoides vuelve a los valores normales después de 6 a 9 meses, pero la espermatogénesis se reactiva de inmediato. Por lo tanto, la práctica de otra forma de anticoncepción es inmediatamente necesaria. Durante los estudios científicos realizados sobre el tema, todas las parejas que querían un embarazo lo tenían. Cabe señalar que no se ha producido ningún aborto espontáneo.

### Otras ventajas
No tiene ningún efecto sobre la libido, ni sobre la aparencia del esperma. El uso del dispositivo es indoloro, se puede usar durante las relaciones sexuales. No causa ninguna forma de desequilibrio hormonal. No requiere ningún procedimiento quirúrgico. 

## Límites

### Contraindicaciones
No se realizaron estudios sobre la aplicación de la anticoncepción térmica masculina a personas con antecedentes de problemas testiculares o hernias. Por lo tanto, se recomienda no practicarlo en caso de:
- anormalidad en la migración testicular (criptorquidia, ectopia) tratada o no;
- hernia inguinal tratada o no;
- Cáncer testicular
- dilatación varicosa de las venas del cordón espermático
- obesidad

### Prevención de infecciones y enfermedades de transmisión sexual
Este dispositivo y los métodos anticonceptivos térmicos masculinos no protegen contra las infecciones y enfermedades de transmisión sexual . 

### Efectos secundarios
Hoy en día, solo se ha observado una disminución de un pequeño porcentaje en el volumen de los testículos durante el período anticonceptivo. 
No se ha demostrado un mayor riesgo de torsión testicular. 
Sin embargo, se ha demostrado que la integridad de la cromatina espermática y el número de cromosomas producidos durante la fase de calentamiento de 15 h / día se ven alterados por la exposición al calor corporal. La cromatina es la estructura dentro de la cual se empaqueta y compacta el ADN en el volumen limitado del núcleo de las células eucariotas. 
El calor afecta la calidad nuclear de los espermatozoides producidos durante la fase de calentamiento de 15 h / día. Por lo tanto, es necesario utilizar otro método anticonceptivo al comienzo del protocolo AMT y hasta que se haya alcanzado el umbral anticonceptivo de 1 millón de espermatozoides  / ml de esperma, así como al final de la AMT hasta que el espermiograma está nuevamente dentro de los valores estándar de 2010 de la OMS. 

### Eficacia y reversibilidad diferidas
Quince ensayos clínicos a lo largo de 30 años, estudios de aceptabilidad pasados o en curso. . . . 
El ciclo de la espermatogénesis es generalmente de 74 días. Para alcanzar el umbral anticonceptivo, se necesitarán de 2 a 3 meses de mantenimiento diario de los testículos en la bolsa inguinal durante 15 horas por día. 
Del mismo modo, la recuperación de la espermatogénesis normal tomará de 6 a 9 meses, pero la espermatogénesis se reactiva tan pronto como se detiene el dispositivo. 

### Factores de ineficiencia

#### Tasa de fracaso
En efecto, de más de 50 parejas seguidas durante 537 ciclos de embarazo, solo se encontró uno causado por un uso inadecuado de la técnica.

#### Olvido
El uso es diario. En caso de duda, es necesario realizar un espermiograma para verificar la concentración de espermatozoides antes de tener relaciones sexuales sin ningún otro método anticonceptivo.

#### Interacción con otros medicamentos
Hoy en día, no se ha encontrado ninguna interacción con otros medicamentos.